# تلمبه شهید غلامعباس ملایی
تلمبه شهید غلامعباس ملایی یک منطقهٔ مسکونی در ایران است که در دهستان خورسند واقع شده‌است. تلمبه شهید غلامعباس ملایی ۱۴۳ نفر جمعیت دارد.